# Passandrina egregia
Passandrina egregia is een keversoort uit de familie Passandridae. De wetenschappelijke naam van de soort is voor het eerst geldig gepubliceerd in 1878 door Reitter.